# تولاي سلام أوغلو
تولاي سلام أوغلو (بالتركية: Tülay Selamoğlu)‏, (ولدت:15 أغسطس 1965, في قرق قلعة, تركيا) سياسية تركية. ونائب سابق في البرلمان التركي لأكثر من دورة ممثلة عن حزب العدالة والتنمية.